# 米格爾德拉博爾達
米格爾德拉博爾達（西班牙語：Miguel de la Borda），是巴拿馬的城鎮，位於該國中部，由科隆省的多諾索區負責管轄，面積318.1平方公里，海拔高度16米，2010年人口2,326，人口密度每平方公里7.3人。